# Titanidiops tenuis
Espèce
Titanidiops tenuis est une espèce d'araignées mygalomorphes de la famille des Idiopidae.

## Distribution
Cette espèce est endémique de l'État Môn en Birmanie,. Elle se rencontre vers Martaban.

## Description
Le mâle holotype mesure 10,73 mm et la femelle paratype 16,14 mm.

## Systématique et taxinomie
Cette espèce a été décrite par Schwendinger en 2024.

## Publication originale
- Peter J. Schwendinger, Siegfried Huber et Komsan Hongpadharakiree, « The genus Titanidiops in South-east Asia (Arachnida: Araneae: Idiopidae) », Revue suisse de Zoologie,, vol. 131, no 2,‎ 12 décembre 2024, p. 319-355 (DOI 10.35929/RSZ.0128, lire en ligne, consulté le 10 janvier 2025)